# Yoshiko Ōtaka
Yoshiko Ōtaka (大鷹 淑子, Ōtaka Yoshiko) — aussi connue sous le nom mandarin de Li Xianglan (en chinois : 李香蘭) ou encore sous le nom anglais de Shirley Yamaguchi — née le 12 février 1920 à Fushun dans la province chinoise de Liaoning et morte le 7 septembre 2014 à Tokyo, est une chanteuse, actrice et femme politique sino-japonaise.

## Biographie
Elle est née Yoshiko Yamaguchi (en japonais : 山口淑子) en Mandchourie en 1920 de parents japonais. Son père travaille alors pour la Société des chemins de fer de Mandchourie du Sud et parle en mandarin à ses employés. Yoshiko Yamaguchi qui parle couramment le mandarin et le japonais est adoptée à l'âge de 13 ans par un général chinois ami de son père. Elle prend alors le nom de Xianglan.
Elle acquiert une grande notoriété en Asie pendant l'occupation japonaise sous le pseudonyme de Li Xianglan (prononcé Ri Kōran en japonais) en tant que chanteuse et actrice. Sous cette identité chinoise, elle tourne dans des films de propagande sympathiques à l'occupant produits par l'Association cinématographique du Mandchoukouo comme Nuits de Chine (1940), dans lequel elle joue le rôle d'une jeune orpheline chinoise rebelle qui finit par tomber amoureuse d'un officier japonais.
Après la guerre, elle est arrêtée par les autorités chinoises et accusée de trahison envers la Chine, mais un ami parvient à produire des documents de famille prouvant son origine japonaise et elle échappe à la peine capitale. Elle est autorisée à quitter le pays.
Dans les années cinquante, Yoshiko Yamagushi tourne notamment avec Akira Kurosawa (Scandale) et Samuel Fuller (La Maison de bambou) avant de mettre un terme à sa carrière d'actrice.
Mariée brièvement au sculpteur américain d'origine japonaise Isamu Noguchi de 1951 à 1956, Yoshiko Yamaguchi se remarie en 1958 avec Hiroshi Ōtaka, qui est ambassadeur du Japon en Birmanie et prend le nom de Yoshiko Ōtaka. Son mari Hiroshi Ōtaka meurt en 2001.
En 1974, Yoshiko Ōtaka est élue à la chambre haute du parlement japonais en tant que membre du Parti libéral-démocrate, poste qu'elle occupera pendant 18 ans jusqu'en 1992.
Yoshiko Ōtaka meurt le 7 septembre 2014 d'une attaque cardiaque.
En 2007, le drama Ri Kōran (film) (en) raconte sa vie.

## Filmographie partielle

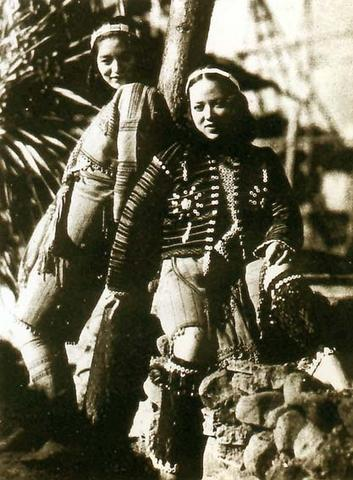
Scène du film La Cloche de Sayon (1943) avec Li Xianglan.

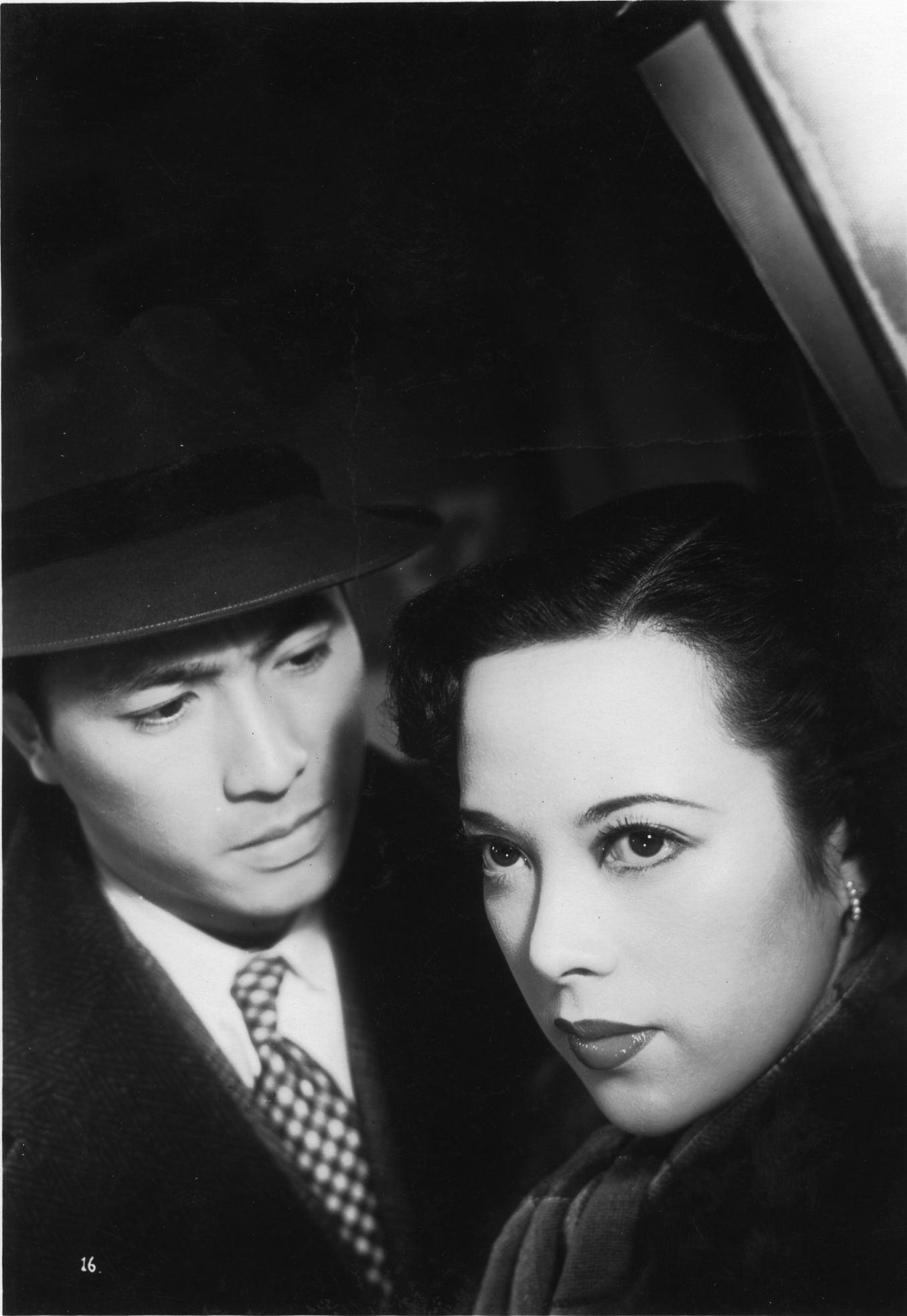
Masao Wakahara et Yoshiko Ōtaka dans L'Étoile filante (1949).

- 1938 : Mi yue kuai che : la mariée
- 1939 : Byakuran no uta : Li Xue Xiang
- 1940 : Toyuki : Liqin
- 1940 : Nuits de Chine (支那の夜, Shina no yoru?) d'Osamu Fushimizu : une orpheline chinoise
- 1940 : Enoken no songokû: songokû zenko-hen : une femme orientale
- 1940 : Nessa no chikai : Li Fangmei
- 1941 : Tie xie hui xin
- 1941 : Kimi to boku
- 1941 : Soshu no yoru
- 1942 : Wan shi liu fang
- 1942 : Ying chun hua
- 1943 : Tatakai no machi
- 1943 : La Cloche de Sayon (サヨンの鐘, Sayon no kane?) de Hiroshi Shimizu : Sayon
- 1943 : Chikai no gassho
- 1944 : Watashi no uguisu
- 1944 : Yasen gungakutai : Ai Ran
- 1944 : Noroshi wa Shanghai ni agaru : Yu Ying
- 1948 : Jonetsu no ningyo : Yoshiko Yomaguchi
- 1948 : Koun no isu
- 1948 : Waga shogai no kagayakeru hi
- 1949 : Ningen moyo
- 1949 : Kikoku (Damoi)
- 1949 : L'Étoile filante (流星, Ryūsei?) de Yutaka Abe
- 1950 : Akatsuki no dasso : Harumi
- 1950 : Scandale (Shubun) d'Akira Kurosawa : Miyako Saijo
- 1952 : Japanese War Bride : Tae Shimizu
- 1952 : Muteki
- 1952 : Sengoku burai : Oryo
- 1952 : Shanhai no onna : Li Lili (chanteuse)
- 1952 : Fuun senryobune
- 1953 : Hoyo : Yukiko Nogami
- 1955 : Jin ping mei : Pan Jinlian
- 1955 : La Maison de bambou (House of Bamboo) de Samuel Fuller : Mariko
- 1956 : Navy Wife : Akashi
- 1956 : Byaku fujin no yoren : Dame Blanche
- 1957 : Shen mi mei ren
- 1958 : Ankōru Watto monogatari utsukushiki aishu
- 1958 : Tokyo no kyujitsu : May Kawaguchi
- 1958 : Yi ye feng liu : Ge Qiuxia

## Livres
- Fragrant Orchid: The Story of My Early Life (en)